# Stanisław Wilczyński (major)
Stanisław Wilczyński (ur. 15 marca 1894 w Krakowie, zm. 21 czerwca 1971 w Wielkiej Brytanii) – major piechoty Wojska Polskiego, kawaler Orderu Virtuti Militari.

## Życiorys
Urodził się 15 marca 1894 w Krakowie jako syn Aleksandra.
Po wybuchu I wojny światowej wstąpił do Legionów Polskich. Służył w 2 pułku piechoty w składzie II Brygady oraz odbywał kurs w legionowej Szkoły Chorążych. 1 maja 1916 roku został mianowany chorążym piechoty, a 1 stycznia 1917 roku podporucznikiem piechoty. Po kryzysie przysięgowym służył w 2 pułku piechoty Polskiej Sile Zbrojnej (z której 15 maja 1918 powstał 8 pułk piechoty Legionów). Rozkazem Rady Regencyjnej z 12 października został awansowany do stopnia porucznika piechoty.
Po zakończeniu wojny i odzyskaniu przez Polskę niepodległości wstąpił do Wojska Polskiego. Został awansowany do stopnia kapitana piechoty. W 1923 był na stanowisku pełniącego obowiązki komendanta Kadry Batalionu Zapasowego 20 pułku piechoty w Krakowie. W 1924 pełnił służbę w 82 pułku piechoty w Brześciu. 1 grudnia 1924 roku został awansowany do stopnia majora ze starszeństwem z dniem 15 sierpnia 1924 roku w korpusie oficerów piechoty. 22 maja 1925 roku został przeniesiony do 83 pułku Strzelców Poleskich w Kobryniu na stanowisko dowódcy II batalionu. W 1928 był zweryfikowany w korpusie oficerów piechoty z lokatą 78. W tym czasie pełnił stanowisko dowódcy II batalionu w 53 pułku piechoty Strzelców Kresowych w Stryju. Następnie został zwolniony z zajmowanego stanowiska i oddany do dyspozycji dowódcy Okręgu Korpusu Nr VI, a z dniem 30 listopada 1931 przeniesiony w stan spoczynku. W 1934 roku, jako oficer stanu spoczynku pozostawał w ewidencji Powiatowej Komendy Uzupełnień Kraków Miasto. Posiadał przydział do Oficerskiej Kadry Okręgowej Nr V. Był wówczas „w dyspozycji dowódcy Okręgu Korpusu Nr V”.
Po II wojnie światowej osiadł w Wielkiej Brytanii, gdzie zmarł 21 czerwca 1971. Pochowany na cmentarzu Rakowickim w Krakowie (kwatera XVB-WSC-8) .

## Ordery i odznaczenia
- Krzyż Srebrny Orderu Virtuti Militari nr 4882
- Krzyż Komandorski Orderu Odrodzenia Polski
- Krzyż Niepodległości (17 września 1932)[12]
- Krzyż Walecznych (czterokrotnie)